# Södra Blasieholmshamnen

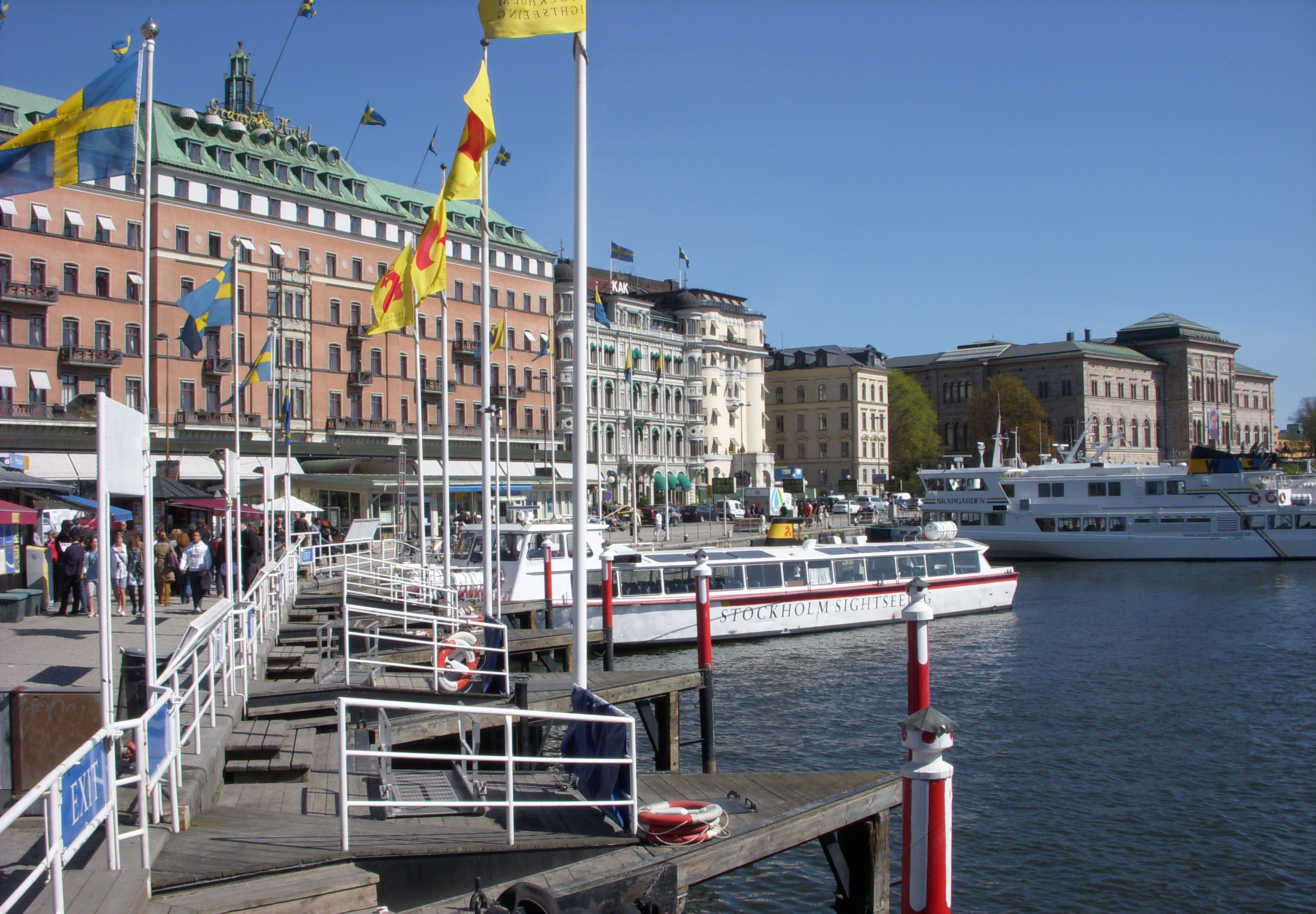
Strömkajen med Grand Hôtel, Nationalmuseum (längst till höger) och sightseeingbåtar

Södra Blasieholmshamnen är en gata på Blasieholmen inom stadsdelen Norrmalm i centrala Stockholm. Den  sträcker sig från Skeppsholmsbron till Kungsträdgårdsgatan, där den övergår i Strömgatan. Här ligger bland annat Nationalmuseum och Grand Hôtel. Södra Blasieholmshamnen fick sitt namn 1876 och ersatte då beteckningen Blasieholmshamnen.

## Strömkajen
Strömkajen är kajen utanför gatan. Den kallades så sedan gammalt, men namnet fastställdes först 1987. Den utgör centrum för Waxholmsbolagets trafik från Stockholm mot Skärgården samt utgångspunkt för sightseeingbåtar.

## Ombyggnad av kaj

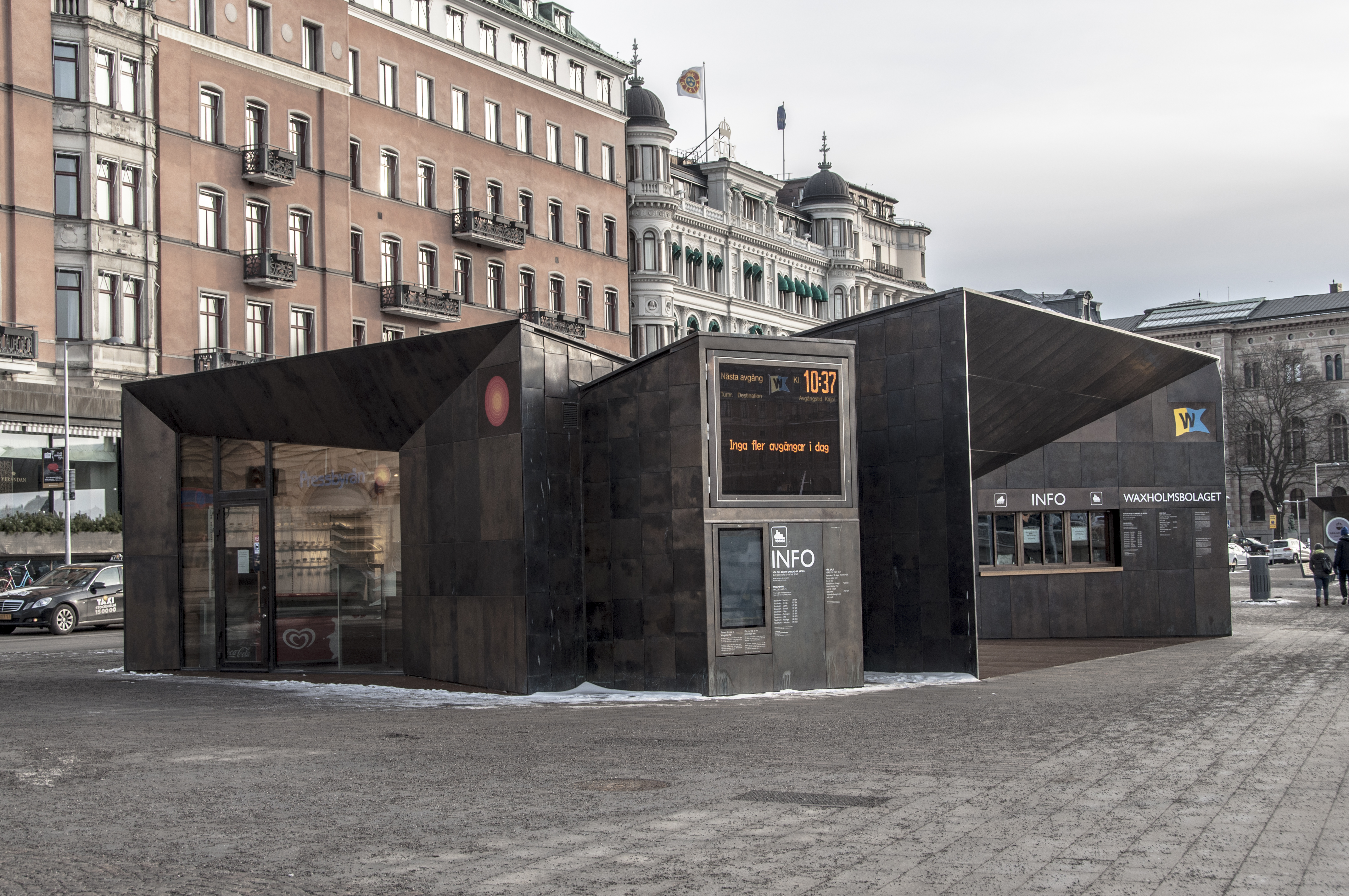
Informations- och biljettpaviljonger.

Landhöjningen påverkar Stockholm även i våra dagar. Det illustrerar ett ombyggnadsprojekt från år 2009 av Strömkajen. Landhöjningen har gjort att kajens fundament kommit i dagen vid lågvatten, detta äventyrar konstruktionen samt har förorsakat problem för båtarna att lägga till vid kajen då landgångarnas lutning blivit för stor. Kajen kommer att sänkas 0,5 meter och breddas samtidigt. Sänkningen med 0,5 meter motsvarar ungefär landhöjningen i Stockholm på 100 år.
I samband med nydaningen av kajområdet uppfördes 2013 några informations- och biljettpaviljonger. De gestaltades som skulpturer av Marge arkitekter, byggherre var Stockholms hamnar. Paviljongerna nominerades till Årets Stockholmsbyggnad 2014 och kom på plats två.

## Arkeologiska utgrävningar

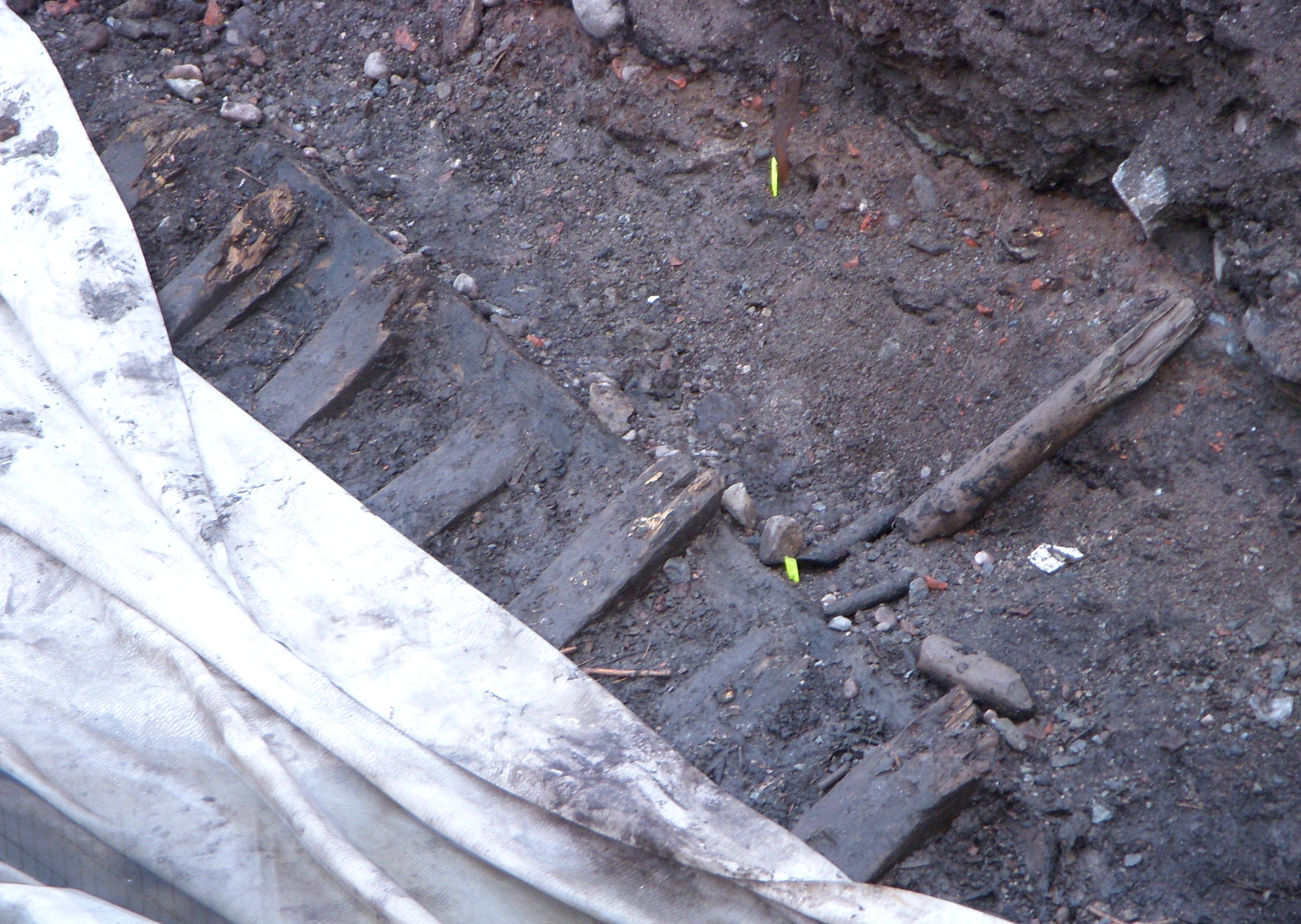
Ett av skeppsvraken i december 2011.

Under hösten och vintern 2011 utfördes omfattande marinarkeologiska utgrävningar längs Strömkajen utanför  Grand Hôtel. Stockholms Hamnar renoverade kajen sedan år 2009 och Sjöhistoriska museets marinarkeologer fick tillfälle att undersöka schaktgropen. Kajkanten låg på 1500- och 1600-talet ungefär där trottoaren utanför Grand Hôtel går idag, det vill säga cirka 30 meter innanför dagens kajlinje. 
Därför var det ingen större överraskning att det skulle finnas arkeologiska lämningar.  Bland fynden märks flera skeppsvrak från 1600- och 1700-talen, två av dem är runt 20 meter långa. Det är ännu inte helt klart om fartygen förlist eller lagts dit som fyllnadsmaterial. I vraken har flera verktygsfynd påträffats, som knivar, yxor och även ett stort kopparmynt från Karl XII:s tid.

## Byggnader i urval
- Södra Blasieholmshamnen 2: Nationalmuseum och Lydmar Hotel (tidigare Tyska legationen)
- Södra Blasieholmshamnen 4: Burmanska huset (Burmanska palatset)
- Södra Blasieholmshamnen 6: Bolinderska palatset
- Södra Blasieholmshamnen 8: Grand Hôtel
- Södra Blasieholmshamnen 12: Svenska Handelsbanken (Palmeska huset)